# Belaspidia elongata
Belaspidia elongata is een vliesvleugelig insect uit de familie bronswespen (Chalcididae). De wetenschappelijke naam is voor het eerst geldig gepubliceerd in 1999 door Pujade-Villar.